# Il santuario dei delitti
Il santuario dei delitti (in inglese A Shrine of Murders), scritto dall'inglese Paul Doherty con lo pseudonimo di C.L. Grace, è il primo romanzo della serie di gialli storici, ambientati nella Canterbury del XV secolo, nei quali le indagini sono svolte dal medico-farmacista Kathryn Swinbrooke. La prima edizione italiana di questo romanzo è uscita nel 2004 come n. 1011 della collana I Classici del Giallo Mondadori.

## Trama
Inghilterra, 1741. L'esito della battaglia di Tewkesbury sembra essere determinante per le sorti della Guerra delle Rose, che adesso volgono definitivamente a favore del casato di York, con la sconfitta del re Enrico VI del casato di Lancaster. 

Colum Murtagh, soldato ed agente speciale al servizio di re Edoardo di York, subito dopo la vittoria riceve dal re l'incarico di recarsi a Canterbury, per rimettere in sesto il castello di Kingsmead e per indagare sulla serie di delitti che prendono di mira i pellegrini che si recano al Santuario di Thomas Becket.
(C.L. Grace, Il santuario dei delitti, Prologo, traduzione di Igor Longo)
Canterbury è passata sotto controllo dei soldati York guidati da Murtagh, mentre non si conosce che fine abbia fatto l'ex podestà Nicholas Faunte, schierato coi Lancaster ed adesso ricercato come traditore.
Kathryn Swinbrooke, medico e speziale di Canterbury, viene convocata nel palazzo comunale della città e riceve l'incarico di affiancare Murtagh nelle indagini sui delitti, dato che tutto sembra indicare che il colpevole sia un uomo di cultura, probabilmente un medico, con un forte risentimento verso il Santuario. Sono stati uccisi col veleno quattro uomini: un tessitore, un carpentiere, un merciaio, ed infine un medico, ed erano tutti pellegrini diretti al Santuario del Santo. Questi delitti provocano grande apprensione nelle autorità cittadine, perché i pellegrinaggi sono anche una importante fonte di ricchezza per la città. Colum e Kathryn decidono di incontrarsi la sera a cena a casa della donna per discutere dei delitti.
Quello stesso giorno intorno a mezzogiorno, Sir Tophas, il nome che si è dato l'assassino, sta seguendo un gruppo di mercanti in pellegrinaggio alla tomba del Santo, in attesa di trovare l'occasione giusta per uccidere la sua prossima vittima, un uomo grasso e untuoso. Nel momento in cui - al termine della visita - i mercanti stanno per rifocillarsi in sacrestia bevendo del vino, Sir Tophas mette del veleno in una coppa di vino, la porge alla sua vittima ignara del pericolo e scappa via indisturbato.

## Personaggi principali
- Robert Clerkenwell, medico
- Colum Murtagh, soldato e spia al servizio di Edoardo IV
- Kathryn Swinbrooke, medico e speziale di Canterbury
- Thomasina, domestica di Kathryn
- Agnes, domestica di Kathryn
- Alexander Wyville, marito di Kathryn
- John Newington, consigliere anziano di Canterbury
- Thomas Bourchier, arcivescovo di Canterbury
- Simon Luberon, primo segretario dell'arcivescovo
- George Cotterell, medico
- James Brantam, medico
- Matthew Darryl, medico
- Edmund Straunge, medico
- Roger Chaddedon, medico

## Edizioni
- C.L. Grace, Il santuario dei delitti, collana I Classici del Giallo Mondadori n. 1011, Mondadori, 2004.